# Enrique Hernández Martí
Enrique Hernández Martí, també conegut com a Quique Hernández, (Anna, Canal de Navarrés, 30 d'octubre de 1958) és un entrenador de futbol valencià.

## Trajectòria esportiva
La carrera com a tècnic d'Hernández va començar amb 22 anys, a causa d'una lesió com a futbolista, dirigint a la UE Quart de Poblet. Durant els següents 20 anys, va entrenar exclusivament equips del País Valencià (amb l'excepció de la UD Almería l'any 1995), en clubs de lligues inferiors en la seua majoria.
En 1991, va debutar en Segona Divisió A al capdavant del CE Castelló, però va dimitir abans de finalitzar la temporada, amb l'equip en 12é lloc després de 32 jornades.1 Poc després, va fitxar per l'Hèrcules CF, al qual va ascendir a Segona Divisió i el va deixar en una còmoda 7a posició en la categoria de plata. El seu següent destí va ser l'Elx CF. Va tornar a Segona A en 1995 per a fer-se càrrec de la UE Almeria, a la qual va entrenar durant 4 mesos.
Va tornar al Castelló en 1999, però va dimitir al gener de 2000, després d'una mala ratxa d'una sola victòria en 14 jornades que va deixar a l'equip a mitja taula.
L'any 2002 va ser el seleccionador de la Selecció valenciana de futbol. Amb ell a la direcció, la selecció nacional valenciana es va enfrontar a l'Estadi de Mestalla el 27 de desembre contra la selecció de Sèrbia i Montenegro, amb resultat 1-2 a favor dels visitants.
També va treballar amb quatre equips en la Segona Divisió en la dècada de 2000: UE Lleida, CD Numància, Recreativo de Huelva i Albacete Balompié. Entremig, en 2005, va assumir el repte d'ascendir al Còrdova CF, però els resultats no li van acompanyar i va ser acomiadat després de 4 mesos en el càrrec. Entre 2007 i 2010 (en diferents etapes), Hernández va entrenar a Grècia a l'Aris Salònica FC i al Levadiakos FC.
A la fi de 2011, va tornar al seu país i va signar per la SD Huesca, en Segona Divisió. A l'octubre de 2012, s'anuncia la seua contractació com a nou tècnic de l'Hèrcules CF per a la resta de la temporada 2012-13, sent aquesta la seua tercera etapa en l'equip alacantí. Va ser destituït l'any 2014.
El 13 de febrer de 2018 es va convertir en president de l'Hèrcules CF, càrrec que va ostentar fins a la seua dimissió l'octubre de 2018. Posteriorment va tornar a ser nomenat president de l'Hèrcules CF entre gener i finals de maig de 2020, en un context de crisi institucional i esportiva al club alacantí.